# Lago Jandari
El Lago Jandari (en azerí: Candargöl; en georgiano: ჯანდარის ტბა) es un lago en la región de transcaucasia en la frontera entre Georgia y Azerbaiyán. Situado a 291 metros sobre el nivel del mar, el lago en su punto más profundo alcanza los 7,2 m, con una superficie de 10,6 kilómetros cuadrados. Es popular entre los pescadores georgianos y azeríes, ya que el lago tiene una fauna y flora que atrae a los turistas que visitan la zona. Cerca del lago hay estructuras de un monasterio, una planta de energía, la ciudad de Gardabani, una fábrica de metal y una antigua base militar soviética. El lago Jandari toma su nombre de un pueblo de Georgia cercano.